# Adrastus lacertosus
Adrastus lacertosus là một loài bọ cánh cứng trong họ Elateridae. Loài này được Erichson miêu tả khoa học năm 1841.